# Nyctemera plana
Nyctemera plana là một loài bướm đêm thuộc phân họ Arctiinae, họ Erebidae.